# The Second Coming (serie de televisión)
The Second Coming (traducido como La segunda venida) es una miniserie británica en dos episodios emitida originalmente en ITV en febrero de 2003. Habla del descubrimiento por parte de un humilde trabajador en un videoclub Steve Baxter (interpretado por Christopher Eccleston) de que él es el Hijo de Dios y que solo tiene unos días para encontrar el Tercer Testamento de la raza humana y así evitar el Apocalipsis.
Su autor es Russell T Davies (después guionista principal de Doctor Who), y la productora fue la independiente Red Production Company. El programa se gestó originalmente como una serie de cuatro episodios de una hora para Channel 4 en 1999, pero cuando se produjo un cambio en la dirección de dramáticos del canal, decidieron no apoyar el proyecto. Davies y Nicola Shindler, fundadora de Red Production, llevaron el proyecto a la BBC, pero rápidamente lo rechazaron. Finalmente se emitió en ITV, un canal que se había ganado en los últimos años la reputación de que solo producía ficción comercial, plana y sin desafíos.
Se emitió en dos noches sucesivas en prime-time, el 9 y el 10 de febrero de 2003, y consiguió audiencias de más de seis millones de espectadores. Davies, que es ateo, dijo que su intención era provocar debate y hacer que la gente pensara acerca de la religión.

## Argumento
Steven Baxter, un trabajador de videoclub, de buen corazón pero bastante torpe, desaparece durante cuarenta días y cuarenta noches tras una noche de borrachera con sus amigos celebrando el divorcio de su mejor amiga Judy, durante la cual la besó. Apareció vagabundeando por Saddleworth Moor diciendo que él era la reencarnación de Jesucristo. Al principio, se encontró con escepticismo, e incluso le encerraron. Una de las pocas personas que le creen es un joven sacerdote católico, que menciona un oscuro texto cristiano que menciona que el cordero será enviado a la ciudad del Norte, y después una serie de números que resultan ser coordenadas. La reciente muerte del Papa se ve también como una señal. Steve se escapa y, tras una última noche antes de empezar su actividad, decide demostrar que él es de verdad el Hijo de Dios haciendo que la noche se convierta en día sobre el estadio de fútbol de Maine Rode, avisando del evento por internet. El evento atrae la atención de los medios mundiales. Steve anuncia que debe encontrar el "Tercer Testamento" antes de cinco días. Dice que la humanidad debe empezar a hacerse responsable de sus propios actos, y que todos, sin importar su religión de origen, deben comenzar otra vez y olvidar los conflictos del pasado. También dice que los cristianos no deberían vanagloriarse de tener la razón, y revela que actualmente el cielo está vacío, mientras que el infierno está lleno de grietas ardientes. Cunde entonces el pánico, especialmente cuando el diablo y varios demonios empiezan a poseer a la gente, algo que se muestra en sus ojos plateados, para causar problemas. Satan posee a un hombre llamado Johnny Tyler, a quien Judy conoció a través de una agencia matrimonial. Este le revela a Judy que busca que Steve fracase y caiga en la desesperación, para que después del fin del mundo, Dios juzgue las acciones de Steve como las de un humano y le mande al infierno, y después puedan gobernar juntos. En una escena eliminada, Satan también revela que desea que Dios vuelva a ser el Dios enfurecido y sin compasión del Antiguo Testamento.

## Producción
Davies tuvo la idea de la serie mientras viajaba en coche de Mánchester a Liverpool con su amigo, el productor de televisión Tony Wood. Su primer borrador que envió a Nicola Shindler describe una escena del segundo episodio, en la que el Hijo de Dios que vuelve a la Tierra hace el amor a una mujer que ama y ella le pregunta a él que si le ama.
La producción final para ITV la realizó Anne Harrison-Baxter y el director fue Adrian Shergold, mientras que Davies y Shindler fueron los productores ejecutivos. Davies en persona dirigió algunas escenas de la segunda unidad que mostraban a personalidades televisivas como Richard y Judy y Trisha Goddard comentando sobre Steven Baxter, y que se vieron en la serie junto a noticiarios en los aparecían locutores reales como Jon Snow y Krishnan Guru-Murthy. El rodaje principal se hizo en el verano de 2002.
El cambio de cuatro episodios de una hora a dos de hora y media obligó al corte de gran parte del material que habría aparecido en el episodio tres, la segunda mitad del episodio dos definitivo. Gran parte de ese material se centraba en la familia y amigos de Steve y como los sirvientes del demonio les probaban, así como la madre de Steve, que en el montaje final desapareció por completo, y solo se mencionaba que murió poco tiempo antes. Parte de estas escenas se habían rodados, y se incluyeron como extra en la publicación en DVD de la serie, que salió una semana después de la emisión original. También se incluyó en el DVD comentarios en audio de Davies y Shergold.
El primer episodio, emitido el domingo 9 de febrero de 2003 a las 21:00 tuvo 6,3 millones de espectadores, siendo lo más visto de la noche lejos de su competidor más cercano, un documental sobre el actor Christopher Reeve en BBC One que tuvo 5,5 millones de espectadores y un 21% de cuota. El segundo episodio perdió una sexta parte de la audiencia, con una media de 5,4 millones de espectadores, y quedando por debajo de la serie In Deep en BBC One, que tuvo 6,6 millones de espectadores.
The Second Coming también se emitió en otros países. BBC America la emitió en Estados Unidos a finales de 2003, y también se emitió en Canadá en Showcase, y en Australia en la ABC. Algunas versiones internacionales son más cortas, ya que se cortaron algunas escenas y el final tuvo alteraciones respecto a la versión original de Reino Unido.

## Recepción de la crítica
La reacción de la crítica fue generalmente positiva. Kathryn Flett de The Observer dijo que "la audacia del tema principal se completa con un guion de considerable profundidad y humor, y hubo interpretaciones merecedoras de un BAFTA por parte de todos". Particularmente alabó las interpretaciones de los dos protagonistas: "Christopher Eccleston, que nunca se queda corto de intensidad, fue una elección perfecta para el típico hombre ordinario que de repente tiene el don de dar respuestas a las grandes preguntas y realiza milagros a mediana escala... Sharp, agobiada (¿o quizás liberada?) por un mal peinado y maquillaje durante gran parte de la filmación se probó otra vez a sí misma como una de las mejores actrices de Gran Bretaña".
Peter Paterson, del Daily Mail, fue igual de positivo, comentando que: "No hay nada que a los productores de televisión les guste menos que tener que enfrentarse a constantes quejas de espectadores iracundos, y lo de la noche pasada les va a atraer en enjambres. Invitar a tales protestas emitiendo algo tan provocativo y fuera de lo común para los estándares de ITV1 es ciertamente una valentía". En The Times, el veredicto de Paul Hoggart del primer episodio fue "es inteligente, bastante divertido y, a veces, apasionado y provocativo. Le lanza un guante a la religión, especialmente en la conclusión de esta noche, y algo pasa en el final que es probablemente profundamente blasfemo... Hay algunos huecos y defectos en el guion, pero la mayoría se suavizan por una excelente interpretación".
Para The Guardian, escribiendo antes de que se estrenara la serie, Mark Lawson dijo: "transmutando géneros diferentes como se convierte el agua en vino - comedia en romance y en thriller - Eccleston, Sharp, Davies y su director Adrian Shergold han creado un mundo en el que pronto dejará de parecer raro el que Dios escogiera Mánchester. Solo Steve sabe como lo hicieron, pero lo hicieron". Comentando el estreno estadounidense en BBC America, John Leonard de New York Magazine lo llamó "una discusión interesante sobre el coste y beneficios de la posible muerte de Dios. Es áspera, grosera, y está interpretada maravillosamente".
THe Second Coming apareció en dos categorías principales en los British Academy Television Awards de 2004, la ceremonia de premios televisivos más importante del Reino Unido. En la categoría de mejor actor fue nominado Christopher Eccleston, quien perdió contra Bill Nighy por State of Play, mientras que la serie en conjunto fue nominada a mejor serie dramática, y perdió contra Charles II: The Power and the Passion.
En la Conferencia Huw Weldon en la convención anual de la Royal Television Society en Cambridge en septiembre de 2005, Paul Abbott alabó The Second Coming' como una de las pocas producciones dramáticas británicas realmente innovadora de los últimos años, describiéndola como: "...una obra maestra de la televisión. Se enfrenta al más colosal tema del regreso de un Mesías a la Tierra. No a la manera de Robert Powell. A la Tierra moderna. A Mánchester, en realidad. Y principalmente a su parte sucia".